# Linearblättrige Berberitze
Die Linearblättrige Berberitze (Berberis trigona) ist eine Pflanzenart aus der Familie der Berberitzengewächse (Berberidaceae). Sie stammt aus Argentinien und Chile in Südamerika. Die Beschreibung der Art wurde 1838 veröffentlicht.

## Beschreibung
Die Linearblättrige Berberitze wächst als bedornter, immergrüner, bis 2 Meter großer Strauch. Die Rinde der Zweige ist hellgrau bis bräunlich (selten dunkel rötlich-braun), weist Längsrisse auf und wird mit zunehmendem Alter faserig. Die Dornen sind dreiteilig und leicht gebogen, die Dornäste 3 bis 18 Millimeter lang. 
Die steif ledrigen Blätter sind glänzend dunkelgrün, schmal-elliptisch, lanzettlich bis länglich, 1,7 bis 5,4 Zentimeter lang und 0,4 bis 1,5 Zentimeter breit. Die Blattränder sind ein wenig zur Blattunterseite eingerollt, die Blattstiele sind 0,5 bis 1,5 Millimeter lang und das Blatt in einem bis 2 Millimeter langen Stachel endend. 
Der Blütenstand ist ein doldenähnliches Büschel aus 2 bis 4 orangen bis rot-orangen, etwa 9 Millimeter langen Blüten; diese sind 1 bis 2,7 Zentimeter lang gestielt und bestehen aus 15 bis 21 Tepalen. Die Früchte sind blauschwarz, kugelförmig und 7 bis 10 Millimeter groß und enden in einem 3 bis 4 Millimeter langen Griffel. Die 5 bis 9 Samen sind 3,5 bis 4 Millimeter lang.
Berberis trigona blüht in ihrer Heimat von November bis Februar und fruchtet hauptsächlich von Januar bis Februar.

## Verbreitung und Lebensraum
Die in Chile und Argentinien calafate und michai genannte Pflanze ist in Chile vom Vulkan Antuco in der Región del Bío-Bío bis zum Vulkan Osorno in der Región de los Lagos, und in Argentinien nur im Westen der Provinzen Neuquén und Río Negro verbreitet; Berberis trigona ist im Südwesten Südamerikas endemisch. Sie ist ein Busch des Unterholzes von Südbuchen-Wäldern.

## Verwendung
Wie viele andere Berberis-Arten findet die Linearblättrige Berberitze als Zierstrauch Verwendung.
Sie wurde 1927 von Harold Comber eingeführt.
Von Berberis linearifolia werden verschiedene Sorten in Kultur gehalten:
- Berberis linearifolia 'Jewel' ist eine Sorte mit ungewöhnlich großen und hübschen Blüten; die Blüten sind in den Knospen scharlachrot und färben sich im Lauf der Zeit hellorange. Diese Sorte ist seit 1937 in Kultur.
- berberis linearifolia 'Orange King' ist eine Sorte mit großen orangefarbigen Blüten.

## Hybriden
Die Linearblättrige Berberitze und Darwins Berberitze sind Elternarten der Naturhybride Lolog-Berberitze (Berberis × lologensis Sandwith). Es sind auch natürliche Hybriden mit der Buchsblättrigen Berberitze (Berberis microphylla) bekannt.

## Synonyme
Für Berberis trigona gibt es verschiedene Synonyme, am gebräuchlichsten ist sicher Berberis linearifolia. Dieser Name wurde 1857 von Rudolph Amandus Philippi eingeführt, 19 Jahre nachdem die Beschreibung von Berberis trigona veröffentlicht wurde, weshalb dem Namen Berberis trigona der Vorzug zu geben ist.
- Berberis linearifolia Phil.
- Berberis grisebachii Lechler
- Berberis trigona var. longifolia Reiche
- Berberis linearifolia var. longifolia (Reiche) Ahrendt